# TV Cultura Florianópolis
A TV Cultura Florianópolis foi uma emissora de televisão brasileira sediada em Florianópolis, capital do estado de Santa Catarina. Operava no canal 2 VHF e era afiliada à TV Brasil e à TV Cultura. A emissora pertence à Universidade Federal de Santa Catarina, juntamente com a Universidade do Estado de Santa Catarina.

## História
O Instituto Estadual de Educação chegou a fazer experiências fechadas de televisão com a intenção de preparar a instalação de um canal educativo na capital que entraria dentro do projeto do Sistema 
Nacional de Radiodifusão Educativa (SINRED). Somente em 1992, a Fundação Cultural de Radiodifusão Educativa do Estado de Santa Catarina iniciava as operações da TV Caracol, canal 2, primeira concessão de televisão educativa em terras catarinenses. Durante um ano, o canal transmitiu a programação da TVE do Rio de Janeiro.
Como o canal veiculava comerciais em seus intervalos, as demais televisões existentes em Florianópolis entraram em choque com a TV Caracol, denunciando a prática da emissora dita educativa. Mas o fato que gerou o fechamento da emissora foram as denúncias contra o proprietário Douglas de Macedo Mesquita, então presidente da Telecomunicações de Santa Catarina (Telesc), a então companhia de telefonia estadual.
Em 20 de janeiro de 1994, é criada a Fundação Catarinense de Difusão Educativa e Cultural Jerônimo Coelho foi criada em 1994 e é mantenedora da TV Cultura de Santa Catarina (Canal 2), e associada às TVs UFSC e UDESC. A TV UFSC, que passa por restaurações já há muito tempo, só foi ao ar em 10 de dezembro de 1998. Na época, o canal se chamava UFSC TV e era conveniado à TV Senac de São Paulo (atual SESC TV) e à TV Cultura de Santa Catarina. O sinal do canal de São Paulo era retransmitido pela UFSC TV. Já o acordo com a TV Cultura consistia na troca de programas entre os canais.
A emissora foi criada em 31 de maio de 1993 e implantada em 1995, com o nome de TV Anhatomirim, tornando-se afiliada à TV Cultura. Em 1998, com autorização da TV Record Florianópolis (emissora própria da Record TV em Santa Catarina, e proprietária do nome "TV Cultura" no estado), passou a denominar-se TV Cultura. Devido à crise interna da emissora, agravada em 2008, foi obrigada a parar transmissões e deixou de funcionar em 2009.